# Кіреєвщизна
Кіреєвщизна (пол. Kirejewszczyzna) — село в Польщі, у гміні Домброва-Білостоцька Сокульського повіту Підляського воєводства.
Населення — 57 осіб (2011).
У 1975-1998 роках село належало до Білостоцького воєводства.

## Демографія
Демографічна структура станом на 31 березня 2011 року:
|          | Загалом | Допрацездатний вік | Працездатний вік | Постпрацездатний вік |
| -------- | ------- | ------------------ | ---------------- | -------------------- |
| Чоловіки | 17      | 4                  | 12               | 1                    |
| Жінки    | 40      | 11                 | 19               | 10                   |
| Разом    | 57      | 15                 | 31               | 11                   |